# Northrop N-102 Fang
Le Northrop N-102 Fang est un prototype d'avion de chasse développé par Northrop Corporation et proposé à l'United States Air Force en 1953.

## Conception
Le N-102 Fang devait être propulsé par un turboréacteur J79 de General Electric, bien que les concepteurs aient pensé que deux moteurs augmenteraient la fiabilité et la marge de sécurité,. Le pilote devait disposer d'une vue largement dégagée en raison du nez incliné de l'avion. Le concept comprend également des ailes en angle de flèche et un train d'atterrissage tricycle. Le projet n'est pas entré en production, car l'armée de l'air américaine a opté pour le F-104 Starfighter de Lockheed Martin. Cependant, le projet N-102 Fang constitue la base de la famille des chasseurs F-5. Le dessin a fait l'objet d'un modèle déposé en 1957.